# Kalsoppijärvi
Kalsoppijärvi eller Kalseppijärvi är en sjö i Finland. Den ligger i kommunen Enare i landskapet Lappland, i den norra delen av landet, 1 000 km norr om huvudstaden Helsingfors. Kalsoppijärvi ligger 132 meter över havet. Arean är 87,3 hektar och strandlinjen är 12,18 kilometer lång. Sjön  ingår i Pasvik älvs huvudavrinningsområde. 